# Björn Rosenström
Björn Folke Rosenström, född 8 augusti 1970 i stadsdelen Tynnered i Göteborg, är en svensk låtskrivare och artist.
I augusti 2024 hade hans låtar över 379 000 lyssnare i månaden på Spotify.

## Biografi
Rosenström föddes i Tynnered i Göteborg där han också växte upp. Han läste juristlinjen vid Handelshögskolan i Göteborg åren 1991 till 1996. I slutet av 1990-talet bytte han karriär och sadlade om till artist.

## Det jävla bandet
Det jävla bandet är bandet som uppträder tillsammans med Rosenström.

### Medlemmar i bandet
- Johan Strömberg (bas)
- Peter Strandberg (trummor)
- Fredrik Lidin (gitarr, mandolin, ukulele, bouzoki, keyboard och kör)
- Pär Edwardson (gitarr och kör)
- Håkan Svensson (gitarr och kör)

## Diskografi

### Album
- 1996 – Låtar som är sådär
- 2000 – Någorlunda hyggliga låtar
- 2001 – Glove Sex Guy
- 2002 – Bakfylla & Tjat
- 2003 – Var får jag allt ifrån?
- 2004 – Pop på svenska
- 2006 – Syster Gunbritts hemlighet
- 2007 – Ett jubileum som är sådär
- 2010 – Swingersklubb in the Radhuslänga
- 2012 – Olämpliga låtar
- 2015 – Tuff pipa

### Singlar och EP
- 2004 – Pop på svenska (gömda spår)
- 2005 – En gång är ingen gång
- 2009 – Älska Hestrafors
- 2009 – Nedsprutad på Andra Långgatan
- 2009 – Hultsfredsfestivalen
- 2009 – Het
- 2009 – Glenn
- 2009 – Fluortanten
- 2012 – Vad tänkte jag med? (ft. Dr. Funny)
- 2013 – Jul i Göteborg
- 2016 – Cuatro Klamydias
- 2018 – Het (Remix) (ft. Pojkarna)
- 2021 – 30 dårar
- 2022 – Torskarna
- 2023 – Luften är fri